# S.S.D. Città di Gela
SSD Città di Gela, thường được gọi là Gela, là một câu lạc bộ bóng đá Ý, có trụ sở tại Gela, Sicily.

## Lịch sử

Logo của Gela JT, được sử dụng cho đến năm 2006

Câu lạc bộ được thành lập vào năm 1975 và được thành lập lại vào năm 2006 và 2011. Gela đã chơi mùa giải 2005-06 tại Serie C1 / B, nhưng, sau khi câu lạc bộ phá sản, một đội bóng mới, với cái tte6n hiện tại, đã được nhận vào Serie C2.
Sau những rắc rối tài chính, đội đã được cải tổ thành Gela Juve-Terranova vào năm 1995, sau khi sáp nhập giữa Juventina Gela và Terranova Gela, một đội bóng nhỏ của thành phố và với tên hiện tại vào năm 2006.
Gela đã trở nên nổi tiếng vào năm 2005 vì cam kết chống lại racketeering, tại một trong những thành phố của Sicily, nơi Mafia hoạt động mạnh nhất.
Vào mùa hè năm 2010, Gela Calcio đã không thăng hạng Lega Pro Prima Divisione, tuy nhiên: sự thất bại của nhiều đội đã dẫn đến sự tái đấu ở giải đấu này.
Vào mùa hè năm 2011, đội không kháng cáo việc loại trừ Covisoc và loại trừ khỏi tất cả bóng đá. Tuy nhiên, câu lạc bộ đã cải tổ cùng năm và gia nhập Terza Categoria Ragusa vào mùa giải 2011-12, hoàn thành ở vị trí thứ năm trong bảng A của phân khu Ragusa và vào ngày 27 tháng 9 năm 2012. Đơn của Gela xin tham gia vào trong nhóm I của Sicilian Seconda Categoria đã được chấp nhận. Câu lạc bộ đã thăng hạng lên Prima Categoria Sicily trước mùa giải 2013-14.
Vào ngày 23 tháng 2 năm 2014, 4 ngày trước khi mùa giải kết thúc Gela đã giành chức vô địch Prima Cargetoria Sicily Group H và được thăng hạng Promozione Sicily. Vào ngày 17 tháng 4 năm 2016, Gela đã giành chức vô địch của Eccellenza Sicily Bảng A và được thăng hạng 2016-17 Serie D.

## liên kết ngoài
- Trang web chính thức Lưu trữ ngày 21 tháng 8 năm 2006 tại Wayback Machine